# خاندان فوجیوارا
خاندان فوجیوارا (به ژاپنی: 藤原氏) یک خاندان ژاپنی است که طی قرون نهم تا یازدهم میلادی بر امپراتوری ژاپن چیرگی داشتند.
نفوذ خاندان فوجی‌وارا از طریق قدرت نظامی پدید نیامده بود بلکه از طریق استراتژی سیاسی و رابطه خویشاوندی با خاندان سلطنتی به دست آمد. این استراتژی به صورت دقیقی تنظیم شده بود و برای ازدواج دختران فوجیوارا با امپراتوران ژاپن به اجرا گذاشته شد، به طوری که دختران فوجی‌وارا از طریق ازدواج با امپراتور تبدیل به ملکه می‌شدند و طبیعتاً از میان فرزندان آنان، امپراتوران بعدی برمی‌خاستند که با این خاندان رابطهٔ خونی داشتند و از این طریق این خاندان می‌توانست در امور کشور دخالت کند.